# Laach (Mayschoß)

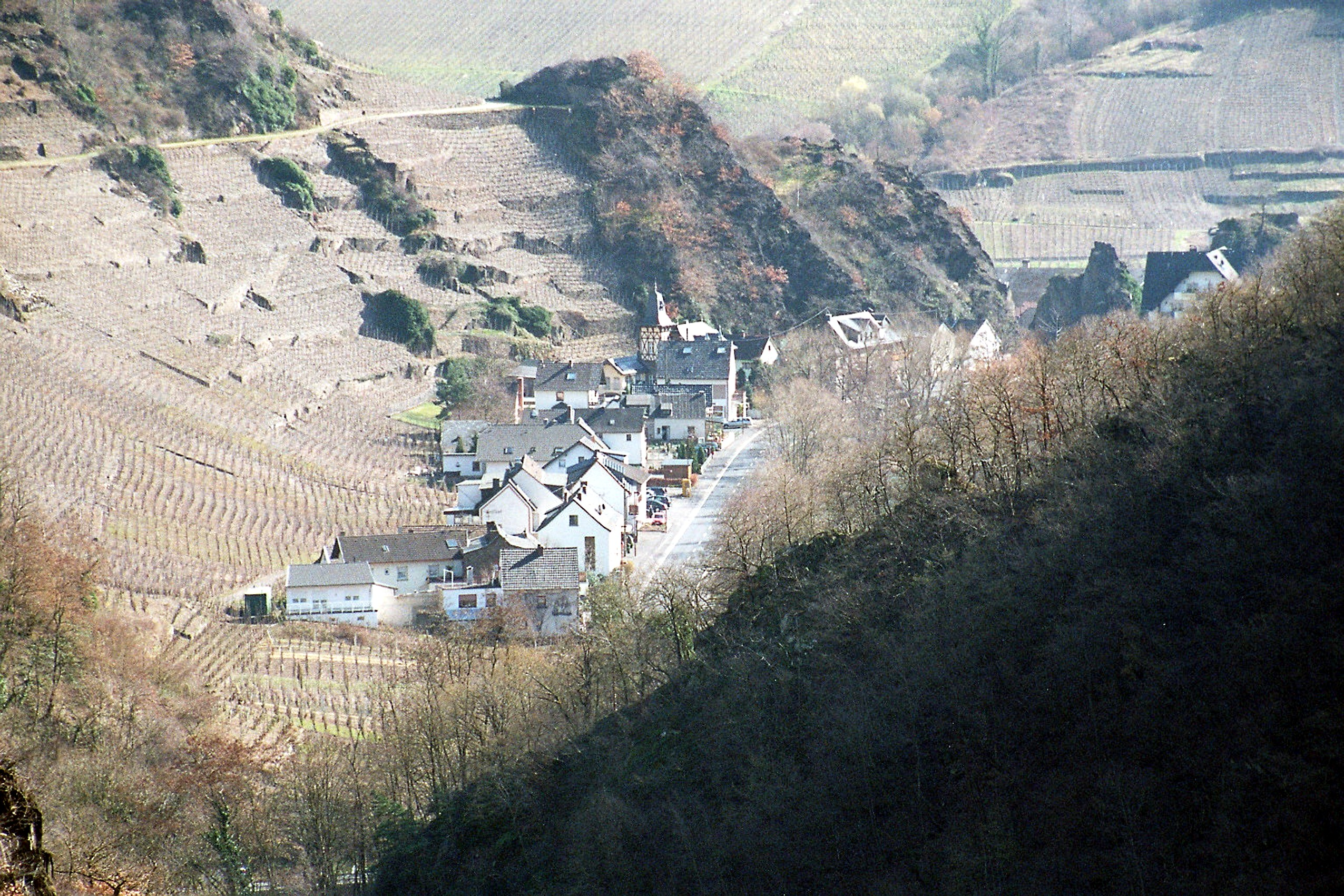
Blick auf Laach vom Altenahrer Eck bei Reimerzhoven (2007)

Laach ist ein Ortsteil der Ortsgemeinde Mayschoß im Landkreis Ahrweiler in Rheinland-Pfalz (Deutschland).

## Geschichte
Der Ort Laach wird erstmals im Jahr 1300 als Lagge überliefert. Laach gehörte zur Herrschaft Saffenburg und kam bei der Teilung im Jahr 1417 an Craft von Saffenburg.

## Sehenswürdigkeiten
Siehe: Liste der Kulturdenkmäler in Mayschoß